# Familia Addams (serial din 1964)
Familia Addams (în engleză The Addams Family) este un serial TV american de comedie neagră/macabră, bazat pe personaje desenate de Charles Addams și publicate în The New Yorker.  Serialul de televiziune de 30 de minute per episod a fost creat și dezvoltat de David Levy și Donald Saltzman și filmat alb-negru. A fost transmis în premieră, timp de două sezoane, pe ABC, de la 18 septembrie 1964 până la 8 aprilie 1966, cu un total de 64 de episoade. Tema muzicală de deschidere a fost compusă și cântată de Vic Mizzy.

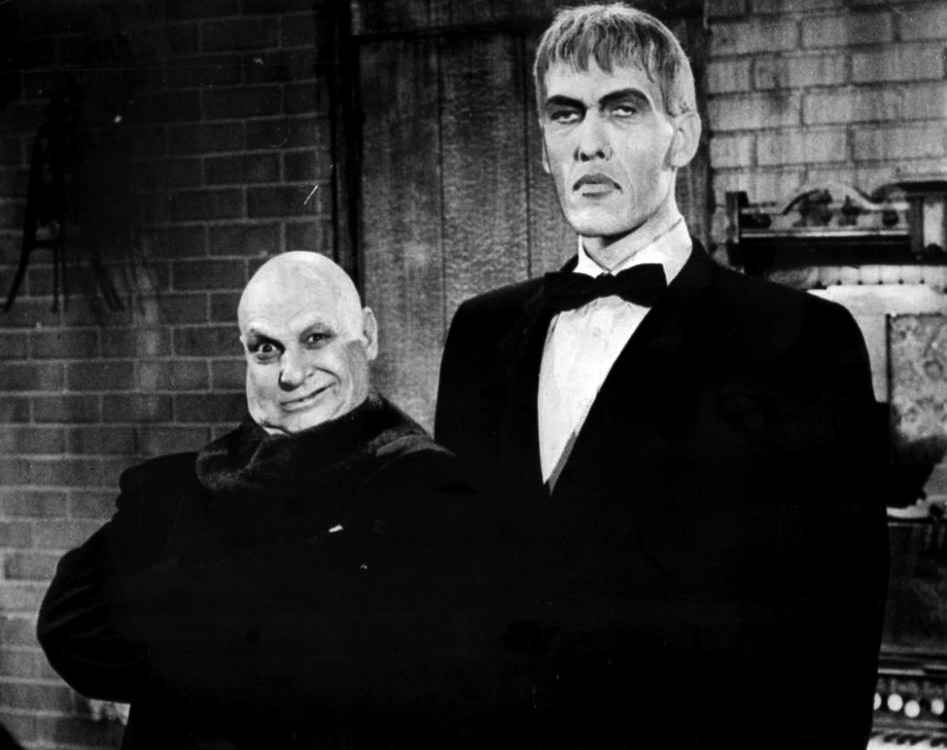

Serialul a fost produs inițial de scriitorul Nat Perrin pentru Filmways, Inc., la General Service Studios din Hollywood, California. Metro-Goldwyn-Mayer deține în prezent drepturile de autor ale serialului.